# 송문화
송문화(宋文華, 일본식 이름: 山本文華야마모토 분카, 1886년 12월 ~ ?)는 조선총독부 중추원 참의를 지낸 일제강점기의 관료이다.

## 생애
한성부 출신이다. 일제 강점기에 도지사까지 지낸 고위 관료 송문헌과는 형제 사이이다.
관립한성사범학교를 1910년에 졸업하고, 하동공립보통학교 부훈도로 임명되어 교직에서 사회 생활을 시작했다. 이듬해 성주공립보통학교 훈도, 1914년 이천공립보통학교 훈도를 지냈고, 1920년에 경기도 학무과 서기로 관직에 들어섰다.
1924년 조선총독부 군수로 승진 발령을 받았다. 경기도 지역에서 강화군, 광주군, 양주군 군수를 차례로 지냈다. 1931년 훈6등 서보장을 받는 등 1935년을 기준으로 훈6등 종6위에 서위되어 있었다. 이후 평안북도 참여관을 거쳐 1941년에는 중추원 참의에까지 올랐다.
한국 전쟁 중인 1950년에 실종되어 종적을 알 수 없다. 납북된 것으로 추정된다.
2002년 민족정기를 세우는 국회의원모임이 발표한 친일파 708인 명단 중 중추원과 도 참여관, 조선총독부 사무관의 세 분야에 수록되었고, 2008년 민족문제연구소가 정리한 친일인명사전 수록예정자 명단에서도 중추원과 관료 부문에 선정되었으며 2009년 친일반민족행위진상규명위원회가 발표한 친일반민족행위 705인 명단에도 포함되었다.

## 같이 보기
- 조선총독부 중추원
- 송문헌